# Álvaro Sanz Barrio
Álvaro Miguel Sanz Barrio, noto semplicemente come Álvaro Sanz (Saragozza, 29 settembre 1998), è un cestista spagnolo.